# مارتوا سیتوروس
مارتوا سیتوروس، (به انگلیسی: Martua Sitorus) (زاده ۱۹۶۰) کارآفرین و مدیر ارشد اجرایی اندونزیایی ساکن سنگاپور است، که در سال ۱۹۹۱ شرکت ویلمار اینترنشنال را تأسیس نمود. وی هم‌اکنون چهارمین فرد ثروتمند اندونزی محسوب می‌شود.